# Salón de la Fama del Fútbol Internacional
El Salón de la Fama del Fútbol es un museo y Salón de la Fama localizado en Pachuca de Soto, estado de Hidalgo (México).

## Arquitectura
El edificio se terminó de construir el 9 de junio de 2011, por el arquitecto Ricardo Calderón Zorrilla, empleándose concreto reforzado. El edificio tiene forma de esfera que emula un enorme balón de fútbol. Cuenta con una altura de 38 m de altura y 36 m de diámetro; cuenta con tres niveles y 120 escalones.

## Historia

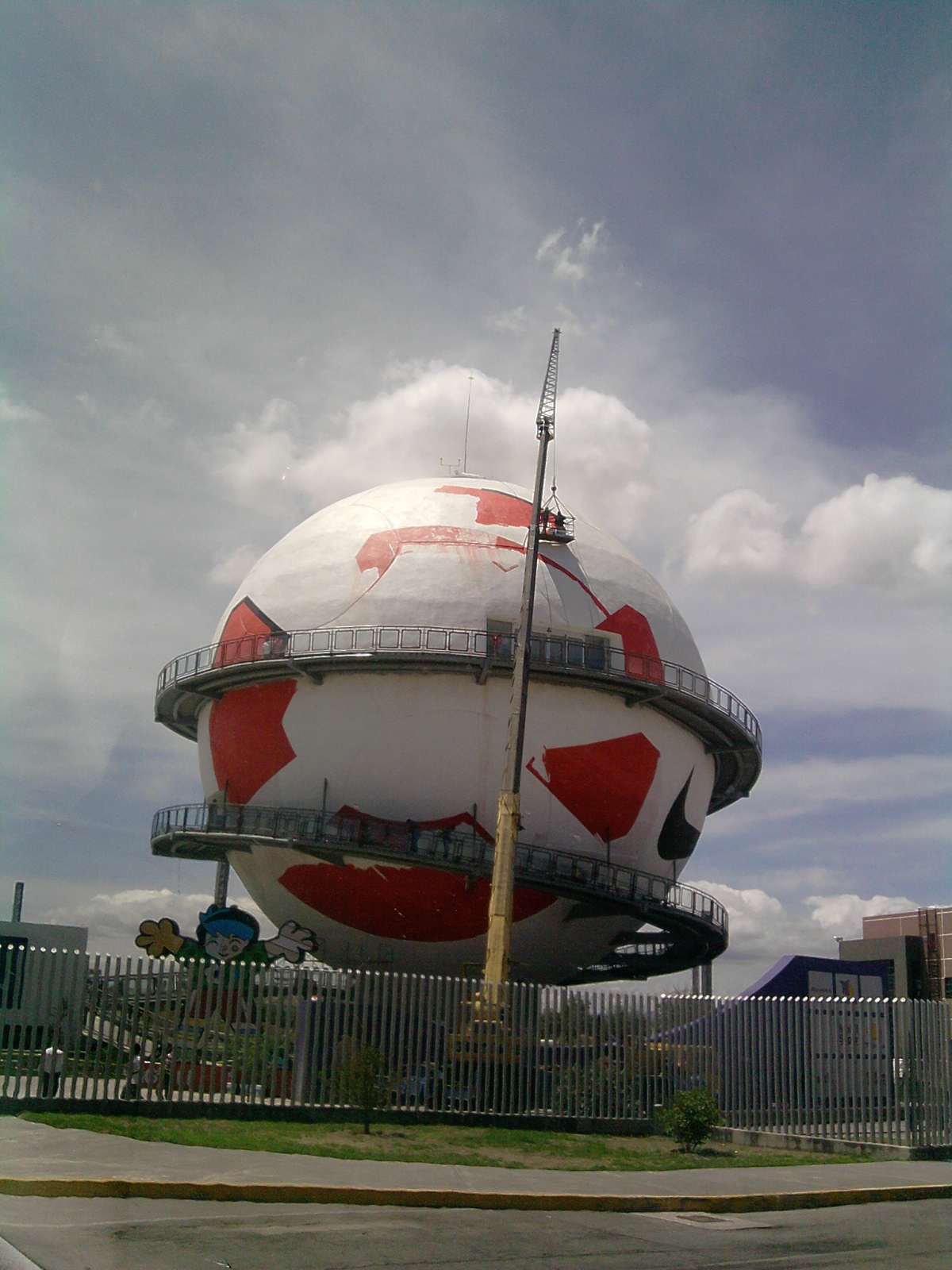
Sede del Salón de la Fama del Fútbol durante su última fase de construcción.

La idea de un sitio que conmemorativo para las personalidades, que desde distintos ámbitos, contribuyeron a la construcción y éxito del fútbol en México, surgió a partir de una columna periodística escrita por Antonio Moreno (celebre en su país por ser el autor de la investigación de «Los cachirules») en el año 2003; luego de esta columna, fue contactado por el presidente del Club de Fútbol Pachuca, Jesús Martínez, quien le propuso dirigir un proyecto para la materialización de su idea. El museo y salón de la fama serían el ancla en el plan de la institución para acompañar a la Universidad del Fútbol y las instalaciones deportivas del club. Fue el directivo quien propuso a Moreno que el sitio fuese internacional y no solo del ámbito local.
El 13 de marzo de 2005 se inauguró el Parque David Ben Gurión; originalmente se planeó un Museo de Arte Contemporáneo en este complejo. El edificio que albergaría al Museo de Arte Contemporáneo se construyó del año 2004 al año 2005. A mediados del año 2010 el Gobierno del estado de Hidalgo cedió el edificio al Grupo Pachuca, bajo el argumento de que el edificio se encontraba en el abandono. El edificio que albergaría al Museo de Arte Contemporáneo pasó a ser sede del Centro Interactivo Mundo Fútbol, y se empezó a construir el edificio que albergaría el Salón de la Fama del Fútbol; que se terminó de construir el 9 de junio de 2011.
El 9 de julio de 2011 el Presidente de México, Felipe Calderón Hinojosa, acompañado por el Presidente de Chile, Sebastián Piñera Echenique y el titular de la FIFA, Joseph Blatter, inauguraron el Salón de la Fama del Fútbol y el Centro Interactivo Mundo Fútbol. El 8 de noviembre de 2011 se realizó la primera Ceremonia de Investidura en el Teatro Auditorio Gota de Plata, donde treinta futbolistas fueron laureados. El 12 de noviembre de 2012 se realizó la segunda Ceremonia de Investidura, donde veintitrés personas fueron laureadas. El 13 de noviembre de 2013 se realizó la tercera Ceremonia de Investidura, donde veintitrés personas fueron laureadas.
El 11 de noviembre de 2014 se realizó la cuarta Ceremonia de Investidura, donde once personas fueron laureadas. El 3 de noviembre de 2015 se realizó la quinta Ceremonia de Investidura, donde once personas fueron laureadas. El 8 de noviembre de 2016 se realizó la sexta Ceremonia de Investidura, donde once personas fueron laureadas. El 7 de noviembre de 2017 se realizó la séptima Ceremonia de Investidura, donde once personas fueron laureadas.
El 16 de abril de 2018 se realizó la votación para la octava generación, por primera ocasión la votación se realizó en la Federación Mexicana de Fútbol, en Toluca de Lerdo. La selección contó con algunas modificaciones como la participación a través de la tecnología de miembros de doce países de Europa representados por Juan Castro desde Madrid; y diecisiete países de Sudamérica representados por Pablo Aro desde Buenos Aires. El 13 de noviembre de 2018 se realizó la octava Ceremonia de Investidura, donde doce personas fueron laureadas.
El 4 de abril de 2019 se realizó la votación para la novena generación, la votación se realizó en la Casa de México de Madrid en España, donde 50 periodistas de distintos países votaron.

## Exhibición
En el primer piso se encuentran diseños de exposiciones temporales de las ceremonias con las que ha contado este recinto. En el segundo piso, se encuentran las Sala Nacional, así como la internacional, galerías de fotos, mesas interactivas, paneles de conferencias y los datos más relevantes de los mundiales jugados. En el tercer piso se encuentra una pantalla de 360 grados ilustrando la trayectoria de los investidos.
El director de este es Antonio Moreno periodista de deportes. La votación de investidura se hace mediante un comité de honor y un selecto grupo de periodistas. El museógrafo de este salón es Carlos Calderón Cardoso y la memorabilia a cargo de Alan Peniche.

## Investidos
Anualmente un jurado de representantes de diferentes medios de comunicación internacionales y de reputada tradición futbolística son quienes evalúan la selección de los investidos, esta votación se realiza a mediados de marzo y abril. Y se realiza una Ceremonia de Investidura en noviembre.
Se cuenta con cuatro categorías, la primera «investidos nacionales» en la que se reconoce a nivel particular a aquellos personajes que destacaron en el fútbol en México. Las otras tres categorías son: «investidos internacionales» —donde sin distinción alguna es reconocido cualquier personaje suscitable de elección del mundo del fútbol—, «investidos decanos» —aquellos con una trascendencia especial— y «fútbol femenino» —donde sin atender exclusivamente al género femenino se reconocen a aquellos personajes más influyentes o destacables dentro del fútbol femenino.